# Roskovec
Roskovec (forma definida: Roskoveci) es un municipio y villa del condado de Fier, sur-centro de Albania. El municipio se formó en la reforma territorial de 2015 mediante la fusión de los antiguos municipios de Kuman, Kurjan, Roskovec y Strum, que desde 2015 son las unidades administrativas en las que se organiza el municipio de Roskovec. El ayuntamiento tiene su sede en la villa de Roskovec. Tiene una población total de 21 742 habitantes (censo de 2011), en un área total de 118.01 km². La población del municipio de Roskovec en sus límites de 2011 era de 4975 habitantes.